# Ectopoglossus
Ectopoglossus ist eine Gattung der Hyloxalinae, einer Unterfamilie der Baumsteigerfrösche. Die Gattung umfasst sieben Arten, die im nordwestlichen Südamerika von Ecuador bis nach Panama in Mittelamerika beheimatet sind.

## Merkmale
Die Gattung wurde 2017 für jene Arten der Frösche errichtet, die wie die Anomaloglossinae einen Zungenfortsatz aufweisen, aber getrennt von den meisten anderen Arten mit diesem Merkmal an den westlichen, pazifischen Hängen der Anden leben. Die Frösche sind relativ klein. Die meisten Arten weisen auf der Unterseite kleine Flecken auf. Der Rücken ist dunkelbraun bis schwarz.

## Verbreitung
Die Fundstellen liegen an den westlichen, dem Pazifik zugewandten Hängen der Anden in Höhen zwischen 600 und 2260 Metern  Seehöhe vom nordwestlichen Ecuador bis Kolumbien. Darüber hinaus gibt es niedriger gelegene Fundstellen zwischen 100 und 1100 Metern über dem Meer in der Serranía del Darien an der Grenze von Kolumbien und Panama sowie in der Serranía de San Blas und dem Einzugsgebiet des Río Chagres in Panama.

## Systematik und Taxonomie
Es gibt drei Gattungen in der Unterfamilie Hyloxalinae:
- Ectopoglossus
- Hyloxalus
- Paruwrobates

Die Gattung Ectopoglossus umfasst 7 Arten, 5 davon waren 2017 aus der Gattung Anomaloglossus ausgegliedert worden: Auch die anderen Arten, einschließlich der Typusart, wurden bisher meist als zur Gattung Anomaloglossus gehörig betrachtet und sind daher meist unter den synonymen Namen in der Fachliteratur zu finden.
Stand: 11. April 2019
- Ectopoglossus absconditus Grant, Rada, Anganoy-Criollo, Batista, Dias, Jeckel, Machado & Rueda-Almonacid, 2017[2]
- Ectopoglossus astralogaster (Myers, Ibáñez, Grant & Jaramillo, 2012)[3]
- Ectopoglossus atopoglossus (Grant, Humphrey & Myers, 1997)
- Ectopoglossus confusus (Myers & Grant, 2009)
- Ectopoglossus isthminus (Myers, Ibáñez, Grant & Jaramillo, 2012)[3]
- Ectopoglossus lacrimosus (Myers, 1991)
- Ectopoglossus saxatilis Grant, Rada, Anganoy-Criollo, Batista, Dias, Jeckel, Machado & Rueda-Almonacid, 2017[2]